# Michaił Ryndziunski
Michaił Andriejewicz Ryndziunski (ros. Михаил Миронович Рындзюнский, ur. 27 sierpnia?/9 września 1900 w Woroneżu, zm. 11 maja 1966 w Moskwie) – radziecki generał major.

## Życiorys
Po ukończeniu gimnazjum w Woroneżu krótko studiował na Uniwersytecie Woroneskim, 1919-1920 był pracownikiem kancelarii sztabu 8 Armii, później służył w wojskach pogranicznych w Groznym, Władykaukazie, Tyflisie, Batumi i Suchumi, od 1922 należał do RKP(b), ukończył Moskiewski Instytut Orientalistyki. W 1939 otrzymał stopień kombriga, w 1940 komdiwa, a 4 czerwca 1940 generała majora, od kwietnia 1939 do października 1942 był szefem Zarządu Wojsk Pogranicznych NKWD Środkowoazjatyckiego Okręgu Wojskowego, następnie zastępcą komendanta miasta Moskwy. Później kierował wydziałem w Głównym Zarządzie Wojsk Pogranicznych NKWD/MWD ZSRR, potem służył w wojskach pogranicznych na Czukotce, Kamczatce i Sachalinie, w 1951 został zwolniony do rezerwy.

## Odznaczenia
- Order Lenina
- Order Czerwonego Sztandaru (dwukrotnie)
- Order Kutuzowa II klasy
- Order Czerwonej Gwiazdy (dwukrotnie)
- Medal jubileuszowy „XX lat Robotniczo-Chłopskiej Armii Czerwonej”
- Medal „Za zwycięstwo nad Niemcami w Wielkiej Wojnie Ojczyźnianej 1941–1945”

I order mongolski.